# Lijst van spelers van HJK Helsinki
Deze lijst omvat voetballers die bij de Finse voetbalclub HJK Helsinki spelen of gespeeld hebben. De namen van de spelers zijn alfabetisch gerangschikt.

## A
- Nosh A Lody
- Iiro Aalto
- Jussi Aalto
- Tuomas Aho
- Santeri Ahola
- Ilari Äijälä
- Aarre Åkerberg
- Pertti Alaja
- Karl Alakari
- Nikolai Alho
- Valmir Alves
- Luiz Antônio

## B
- András Babócsy-Vilnrotter
- Jani Bäckman
- Dawda Bah
- Hassane Bandé
- Unisa Bangoura
- Sixten Boström
- Virgile Boumelaha
- David Browne

## D
- Juha Dahllund
- Raffaele De Gregorio
- Dema

## E
- Verner Eklöf
- Pentti Eronen
- Jari Europaeus

## F
- László Fekete
- Sergey Fokin
- Henry Forssell
- Mikael Forssell
- Cheyne Fowler

## G
- Farid Ghazi
- Kristopher Da Graca
- Klaus Granlund
- Niclas Grönholm
- Tommi Grönlund

## H
- Tuomas Haapala
- Hannu Haarala
- Kai Haaskivi
- Rami Hakanpää
- Viljo Halme
- Markus Halsti
- Mika Hänninen
- Mikko Hauhia
- Markus Heikkinen
- Antti Heinola
- Paavo Heinonen
- Marko Helin
- Petri Helin
- Mehmet Hetemaj
- Përparim Hetemaj
- Matti Hiukka
- Ari Hjelm
- Danny Hoesen
- Erik Holmgren
- Jalmari Holopainen
- Aki Hyryläinen

## I
- Mika Ikävalko
- Jari Ilola
- Antonio Inutile
- Atik Ismail
- Olli Isoaho

## J
- Pasi Jaakonsaari
- Paavo Jaale
- Petri Jakonen
- Ville Jalasto
- Reijo Jalava
- Jari Jäväjä
- Sándor Jenei
- Joakim Jensen
- Aleksej Jerjomenko sr.
- Aleksej Jerjomenko
- Mika Johansson
- Joevin Jones

## K
- Toni Kallio
- Mohamed Kamara
- Markku Kanerva
- William Kanerva
- Matti Kannas
- Tuomas Kansikas
- Tomas Karike
- Juha Karjalainen
- Pyry Kärkkäinen
- Kastriot Kastrati
- Raimo Kauppinen
- Mikko Kavén
- John Keister
- Hjalmar Kelin
- Zakaria Kibona
- Jani Koivisto
- Tommi Koivistoinen
- Ozan Kökçü
- Pentti Kokko
- Reima Kokko
- Simo Kokko
- Peter Kopteff
- Kalle Korma
- Kauko Korpela
- Mika Kottila
- Toni Kuivasto
- Shefki Kuqi
- Martti Kuusela

## L
- Leo Laaksonen
- Pasi Laaksonen
- Sakari Laesmaa
- Timi Lahti
- Olavi Lahtinen
- Juha Laine
- Veli Lampi
- Terry Lee
- Mika Lehkosuo
- Kalle Lehtinen
- Lauri Lehtinen
- Erkka Lehtola
- Kari Lehtolainen
- Aatos Lehtonen
- Viljo Lietola
- Mathias Lindström
- Jari Litmanen
- Ismo Lius
- Robin Lod
- Paavo Lyytikäinen

## M
- Niki Mäenpää
- Peter Magnusson
- Eino Mäkelä
- Juho Mäkelä
- Gustavo Manduca
- Sebastian Mannström
- Timo Marjamaa
- Eero Markkanen
- Kari Martonen
- Sakari Mattila
- Mohamed Medjoudj
- Valeri Minkenen
- Valtteri Moren
- Miikka Multaharju
- Pablo Muñiz
- Janne Murtomäki

## N
- Joshua Nadbornik
- Antti Niemi
- Thijmen Nijhuis
- Mika Nurmela
- Ville Nylund
- Artturi Nyyssönen

## O
- Juhani Ojala
- Pekka Onttonen
- Petri Oravainen
- Toivo Ovaska

## P
- Tommi Paavola
- Markku Palmroos
- Jari Parikka
- Jarno Parikka
- Hannu Patronen
- Markku Peltoniemi
- Akseli Pelvas
- Tero Penttilä
- Joel Perovuo
- Piracaia
- Antti Pohja
- Joel Pohjanpalo
- Valeri Popovitsj
- Teemu Pukki
- Risto Puustinen
- Armas Pyy

## R
- Rafael
- Rafinha
- Timo Rahja
- Jukka Raitala
- David Ramadingaye
- Jari Rantanen
- Rami Rantanen
- Pasi Rasimus
- Pasi Rautiainen
- Aki Riihilahti
- Juha Riippa
- Alexander Ring
- Antero Rinne
- Mauno Rintanen
- Kari Rissanen
- Paulus Roiha
- Aulis Rytkönen

## S
- Janne Saarinen
- Jarmo Saastamoinen
- Berat Sadik
- Saku-Pekka Sahlgren
- Tomasz Sajdak
- Sami Salmi
- Sulo Salo
- Kabba Samura
- Jukka Sauso
- Raimo Saviomaa
- Vili Savolainen
- Rasmus Schüller
- Petteri Schutschkoff
- Bertel Silve
- Turo Simolin
- Grant Smith
- Jouko Soini
- Eino Soinio
- Kaarlo Soinio
- Sebastian Sorsa
- Pentti Styck
- Mikko Sumusalo
- Janne Suokonautio

## T
- Pekka Talaslahti
- Niilo Tammisalo
- Lauri Tanner
- Kimmo Tarkkio
- Ville Taulo
- Pasi Tauriainen
- Vesa Tauriainen
- Petri Tiainen
- Hannu Tihinen
- Miikka Toivola
- Aarne Tolonen
- Aarno Turpeinen

## V
- Erkki Valla
- Ari Valvee
- Jari Vanhala
- Jussi Vasara
- Vesa Vasara
- Aco Vasiljevic
- Mika Väyrynen
- Jani Viander
- Aarne Vihavainen
- Max Viinioksa
- Jouko Vuorela
- Hermanni Vuorinen

## W
- Mika Walldèn
- Ville Wallén
- Kurt Weckström
- Johannes Westö
- David Wilson
- Jarkko Wiss
- Leroy Wijnaldum
- Obrian Woodbine

## Y
- Sami Ylä-Jussila
- Saku Ylätupa
- Dominic Yobe

## Z
- Erfan Zeneli